# Jozef Kóša
Jozef Kóša (* 21. května 1942) byl slovenský a československý politik, po sametové revoluci poslanec Sněmovny lidu Federálního shromáždění za HZDS.

## Biografie
Ve volbách roku 1992 byl za HZDS zvolen do Sněmovny lidu. Ve Federálním shromáždění setrval do zániku Československa v prosinci 1992.
V roce 1994 a 1995 se uvádí jako přednosta okresního úřadu Veľký Krtíš a člen HZDS. Do funkce přednosty OÚ ve Veľkém Krtíši byl jmenován již před rokem 1994. Když se na Slovensku dočasně ujala v roce 1994 moci vláda Jozefa Moravčíka, patřil mezi 26 přednostů okresních úřadů, které tento nový kabinet odvolal kvůli směšování funkce ve státní správě s politikou. Jenže, když se koncem roku 1994 k moci dostala třetí vláda Vladimíra Mečiara, sesadila všechny přednosty okresních úřadů jmenované Moravčíkovou vládou a Kóša byl do funkce přednosty OÚ opětovně dosazen.